# Нубнефер
Нубнефер — єгипетський фараон з II династії.

## Життєпис
Ім'я фараона Нубнефера зустрічається на цементних печатках, знайдених разом із печатками Ранеба, іншого фараона II династії, у підземних галереях зруйнованої гробниці у Саккарі, на південний захід від огорожі піраміди Джосера. Існує припущення, що ім'я Нубнефер — це друге ім'я того ж Ранеба. Можливим є ототожнення імені фараона Нубнефера з манефонівським Каїресом, якому той відводив 17 років правління.